# Bulbophyllum buchenavianum
Bulbophyllum buchenavianum là một loài thực vật có hoa trong họ Lan. Loài này được (Kraenzl.) De Wild. mô tả khoa học đầu tiên năm 1921.